# 174 (число)
Вижте пояснителната страница за други значения на 174.
174 (сто седемдесет и четири) е естествено, цяло число, следващо 173 и предхождащо 175.
Сто седемдесет и четири с арабски цифри се записва „174“, а с римски цифри – „CLXXIV“. Числото 174 е съставено от три цифри от позиционните бройни системи – 1 (едно), 7 (седем), 4 (четири).

## Общи сведения
- 174 е четно число.
- 174-тият ден от годината е 23 юни.
- 174 е година от Новата ера.